# Gare d'Abbaretz
La gare d'Abbaretz est une gare ferroviaire française de la ligne de Nantes-Orléans à Châteaubriant, située sur le territoire de la commune d'Abbaretz, dans le département de la Loire-Atlantique en région Pays de la Loire.
Elle est mise en service en 1877 par la Compagnie du Chemin de fer de Paris à Orléans (PO). Elle est fermée en 1980 par la Société nationale des chemins de fer français (SNCF) et rouverte en 2014, grâce à la réactivation de la ligne qui est alors parcourue par des tram-train du TER Pays de la Loire.

## Situation ferroviaire

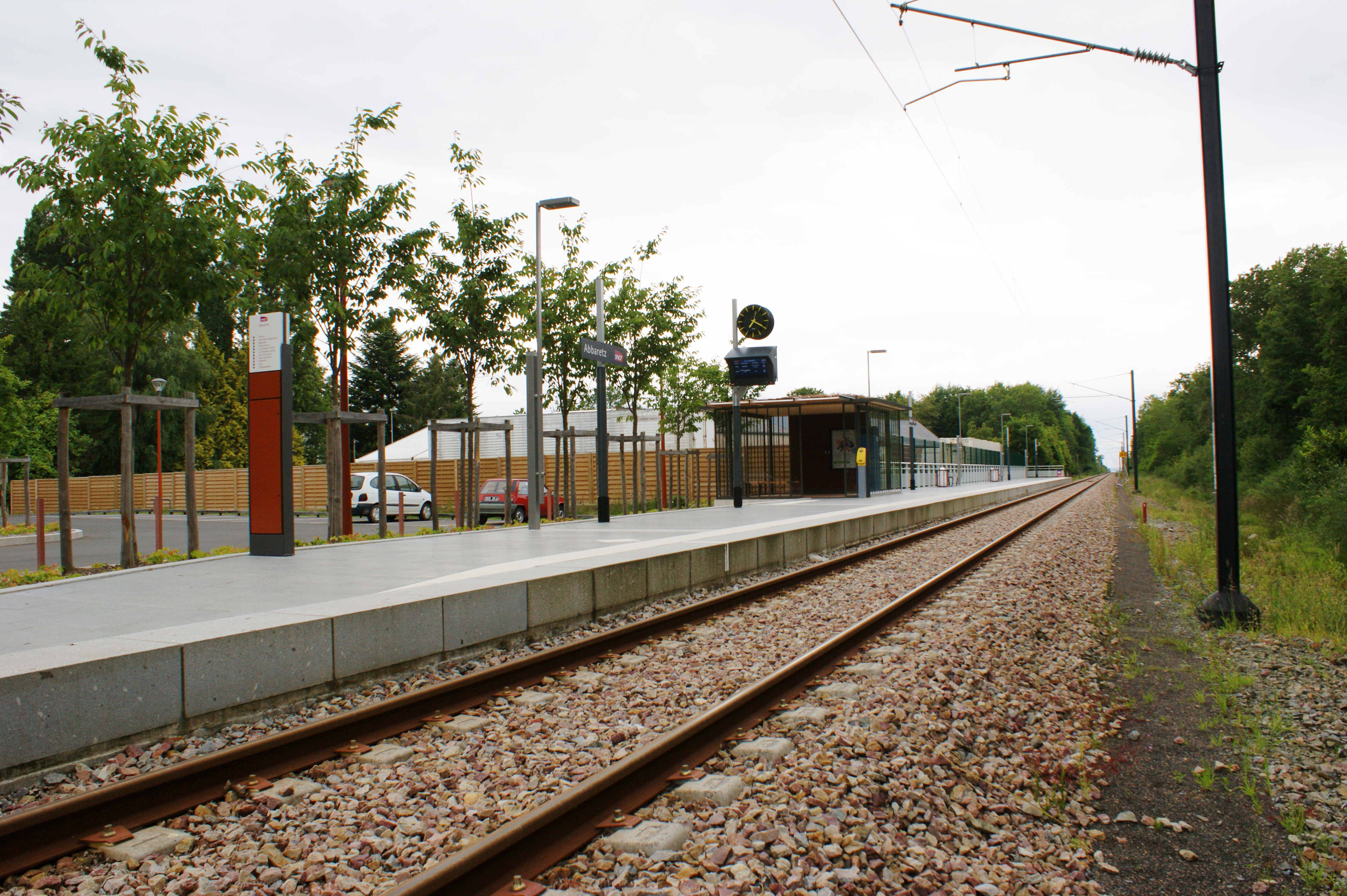
Vue en direction de Nantes.

Établie à 61 mètres d'altitude, la gare d'Abbaretz est située au point kilométrique (PK) 469,520 de la ligne de Nantes-Orléans à Châteaubriant, entre les gares ouvertes de Nort-sur-Erdre et d'Issé. Elle est séparée de Nort-sur-Erdre par la gare aujourd'hui fermée de Saffré - Joué. Avant sa réouverture en 2014, elle était située au PK 469,431, correspondant à l'emplacement des anciens quais situés au droit du bâtiment-voyageurs désormais vendu.
Sur une ligne à voie unique, la gare dispose d'une voie et d'un quai.

## Histoire
La création d'une station à Abbaretz est officiellement décidée, le 11 juillet 1874, par le ministre des travaux publics lorsqu'il approuve le projet d'implantations de cinq stations sur le tracé de la ligne de Nantes à Châteaubriant.

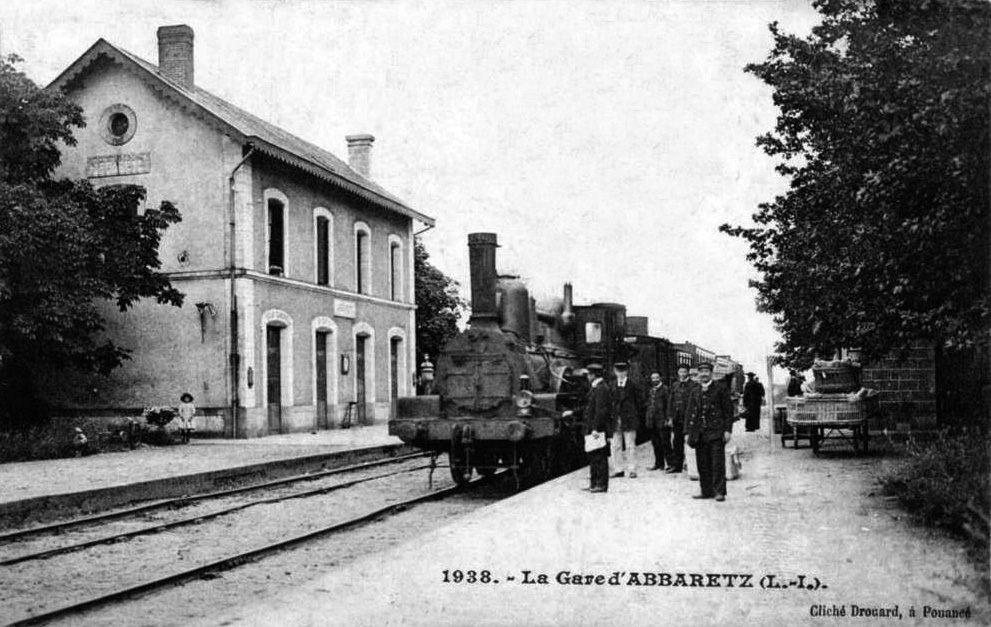
La gare vers 1900.

Construite par la Compagnie du chemin de fer de Paris à Orléans, la gare d'Abbaretz est mise en service le 23 décembre 1877 lors de l'inauguration de la ligne de Nantes à Châteaubriant.
La gare est fermée le 31 mai 1980, en même temps que la relation commerciale Nantes - Châteaubriant, après le passage du dernier train, assuré par un autorail de type X 2400.
Dans le cadre de la réouverture de la ligne qui eut lieu le 28 février 2014, la gare a été réaménagée à proximité de l'ancien bâtiment devenu maison d'habitation après 1980. Desservie dès la réouverture par 7 allers-retours en semaine, 5 les samedis et 4 les dimanches, entre Nantes et Châteaubriant, depuis le 5 juillet 2015, un 8e aller-retour est ajouté en soirée,.
En 2016, la gare est fréquentée par 31 145 passagers d'après les données de la SNCF.
| Année                     | 2014   | 2015     | 2016    | 2019   | 2020   |
| ------------------------- | ------ | -------- | ------- | ------ | ------ |
| Fréquentation (voyageurs) | 22 697 | 35 041   | 31 145  | 38 473 | 22 773 |
| Évolution/an              |        | + 12 344 | - 3 896 |        |        |

## Service des voyageurs

### Accueil
Halte SNCF, c'est un point d'arrêt non géré (PANG) à entrée libre, équipé d'un distributeur automatique de billets régionaux.

### Desserte
Abbaretz est desservie par des trains régionaux TER Pays de la Loire circulant entre Châteaubriant et Nantes. Le trajet est effectué en moins de 50 minutes vers Nantes, moins de 20 minutes vers Châteaubriant. 8 allers-retours du lundi au vendredi, 5 les samedis et 4 les dimanches sont proposés.

### Intermodalité
Un parc à vélos de 12 places et un parking pour les véhicules de 43 places sont aménagés. Les lignes N4, N5 et N6 du réseau d'autocars départemental Lila offraient une correspondance pour quasiment chaque relation ferroviaire en provenance ou à destination de Nantes,. Elles reliaient la gare à Nozay et Puceul pour la ligne N4, la Meilleraye-de-Bretagne, Moisdon-la-Rivière et parfois Châteaubriant pour la ligne N5 et Treffieux, Saint-Vincent-des-Landes, Louisfert et parfois Châteaubriant pour la ligne N6,. Ces navettes ont été supprimées en 2016 pour faute de fréquentation suffisante.

Installations
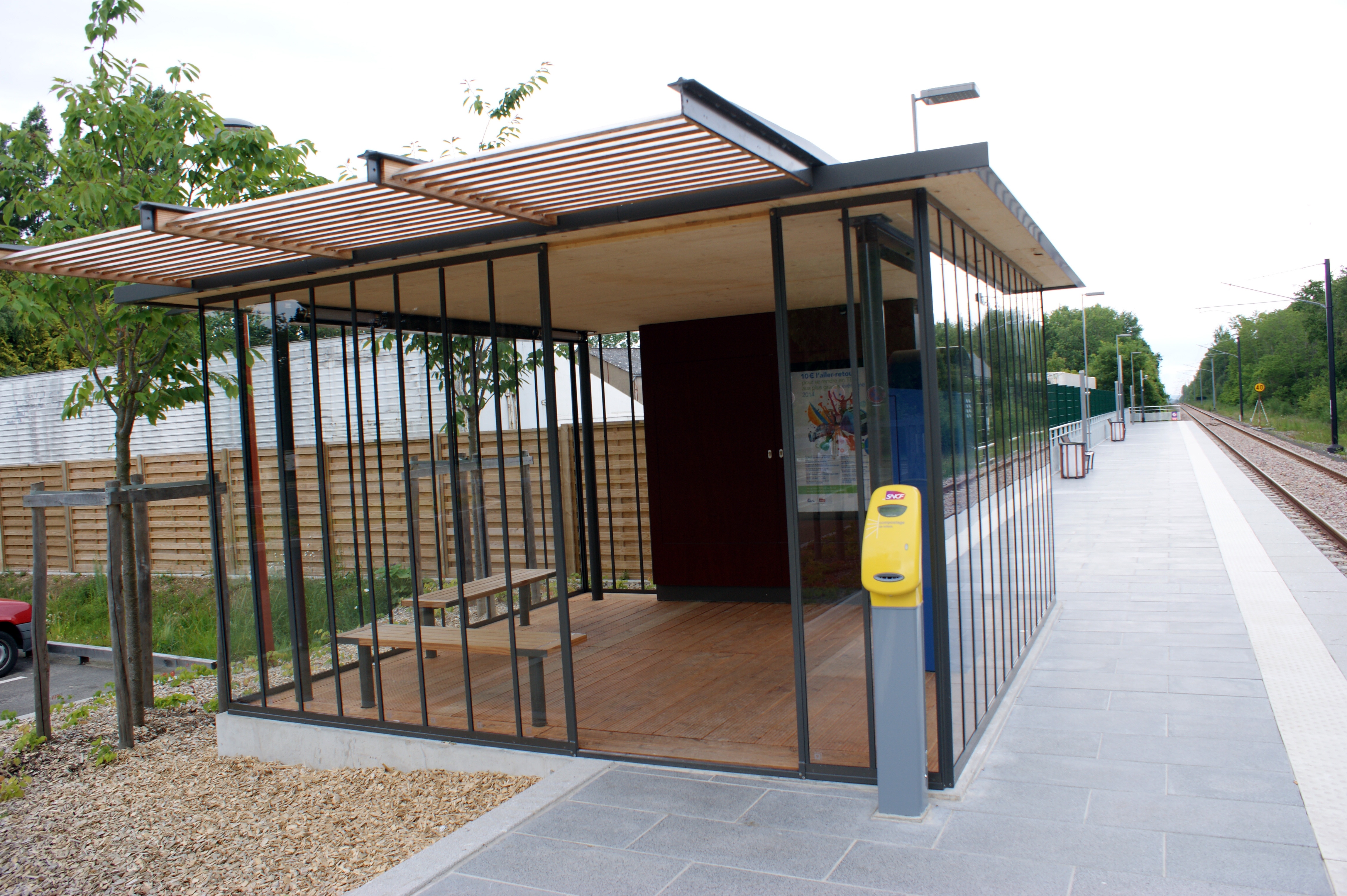
Abri, salle d'attente.
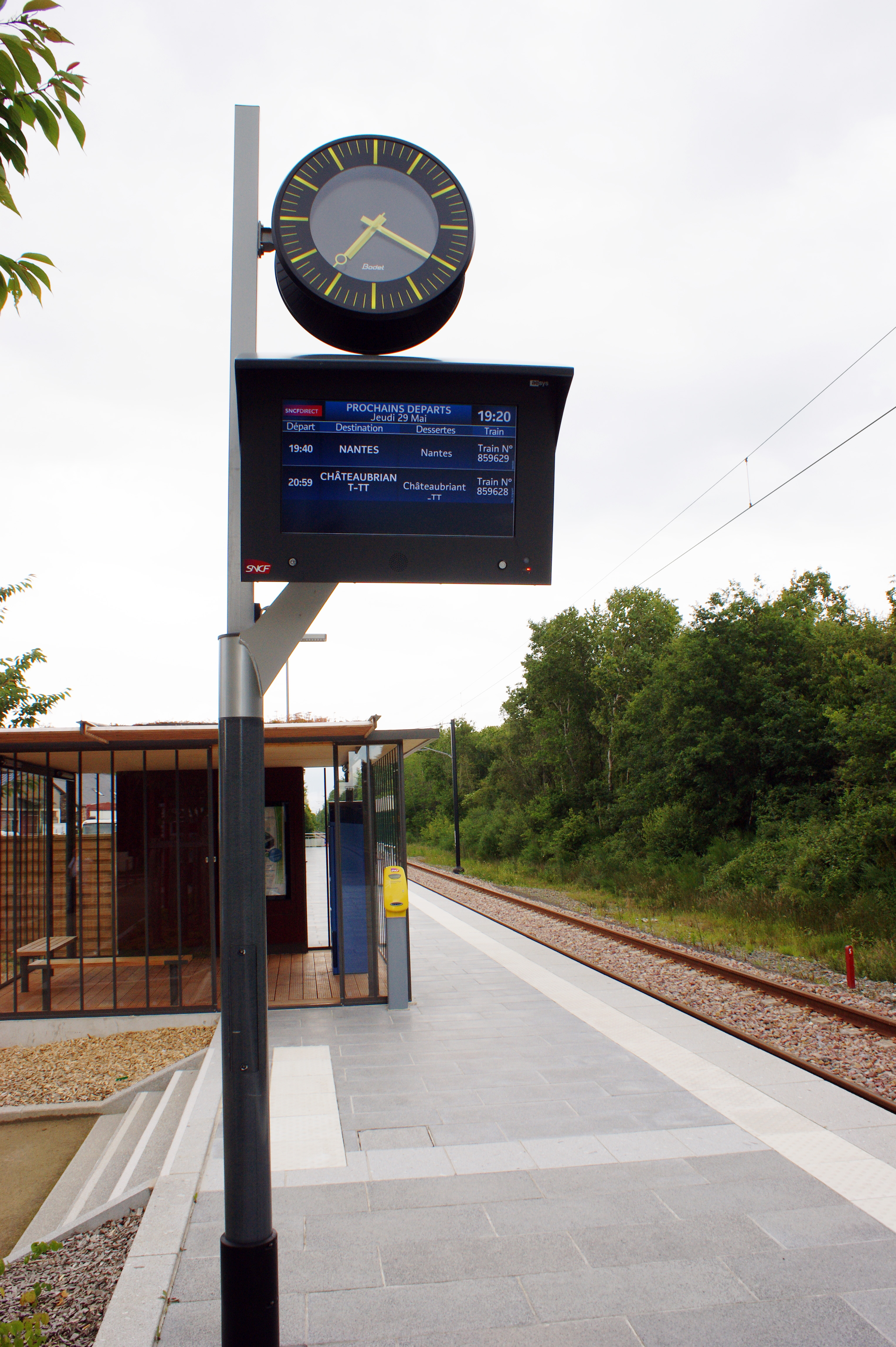
Horloge et panneau d'information.
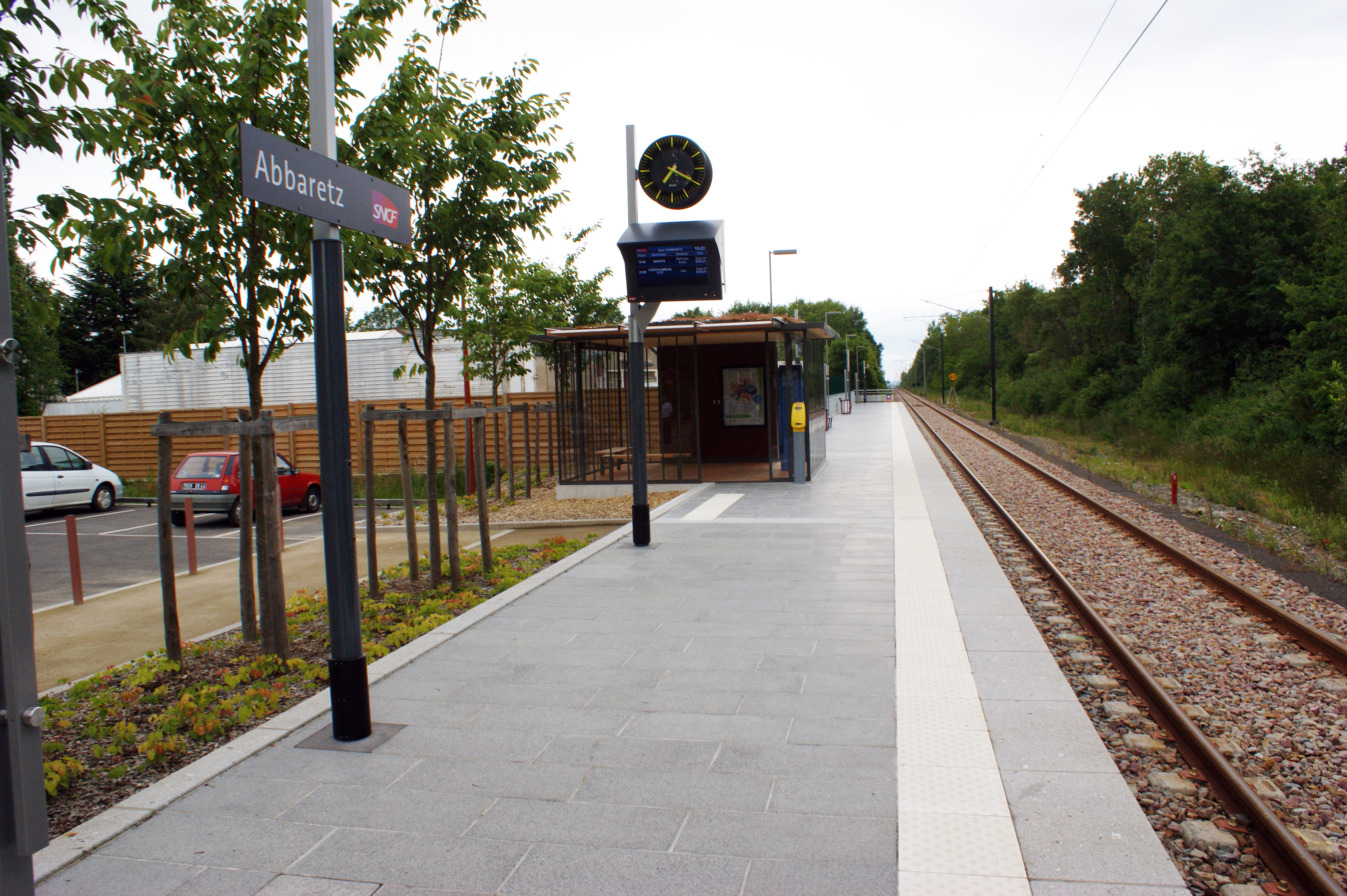
Panneau de quai.

## Patrimoine ferroviaire
L'ancien bâtiment voyageurs est devenu une habitation privée, l'ancien café de la gare a été repeint en trompe-l'œil pour l'arrivée du tram-train.

Anciens bâtiments en 2014
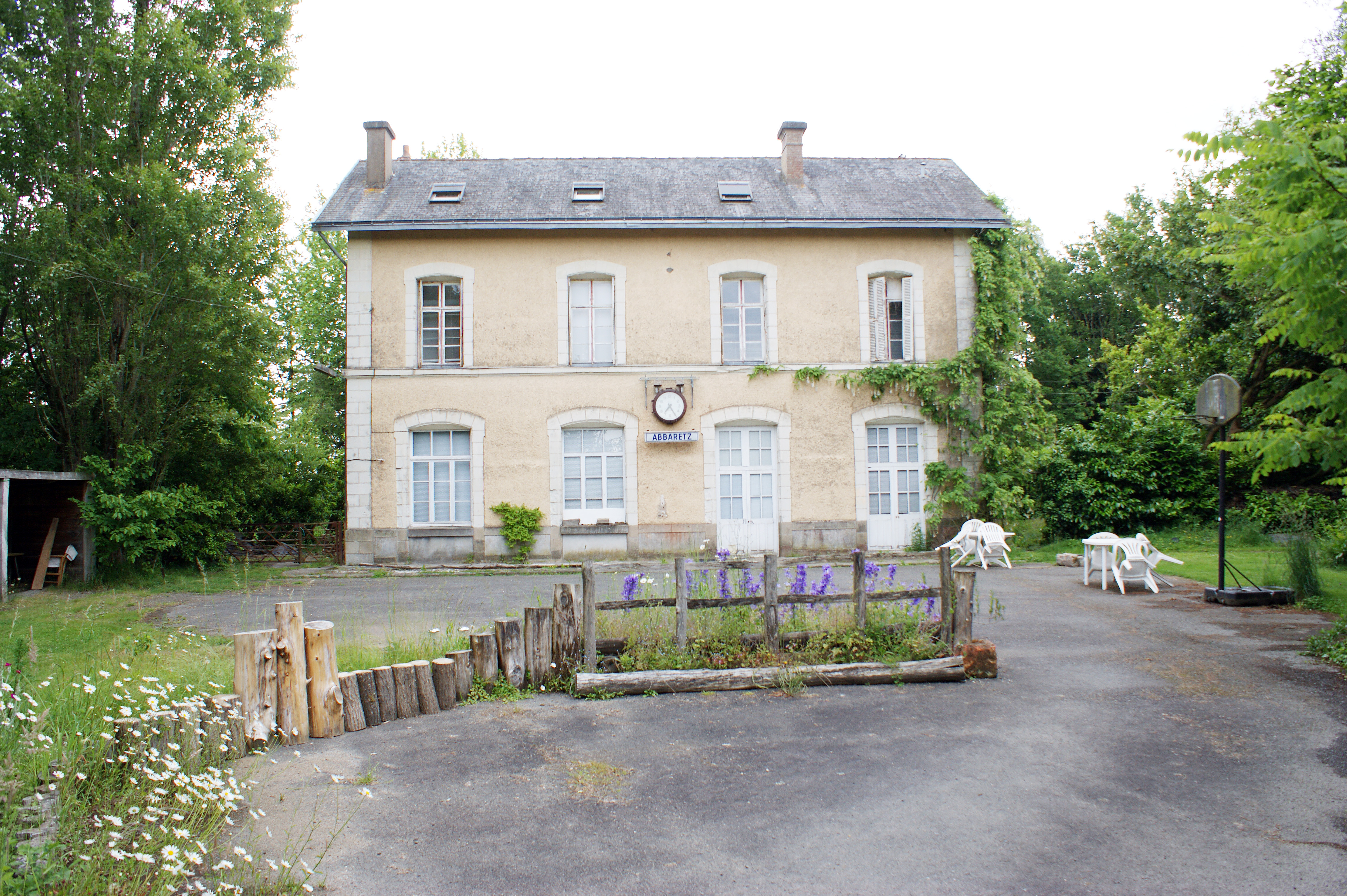
Ancien bâtiment voyageurs.
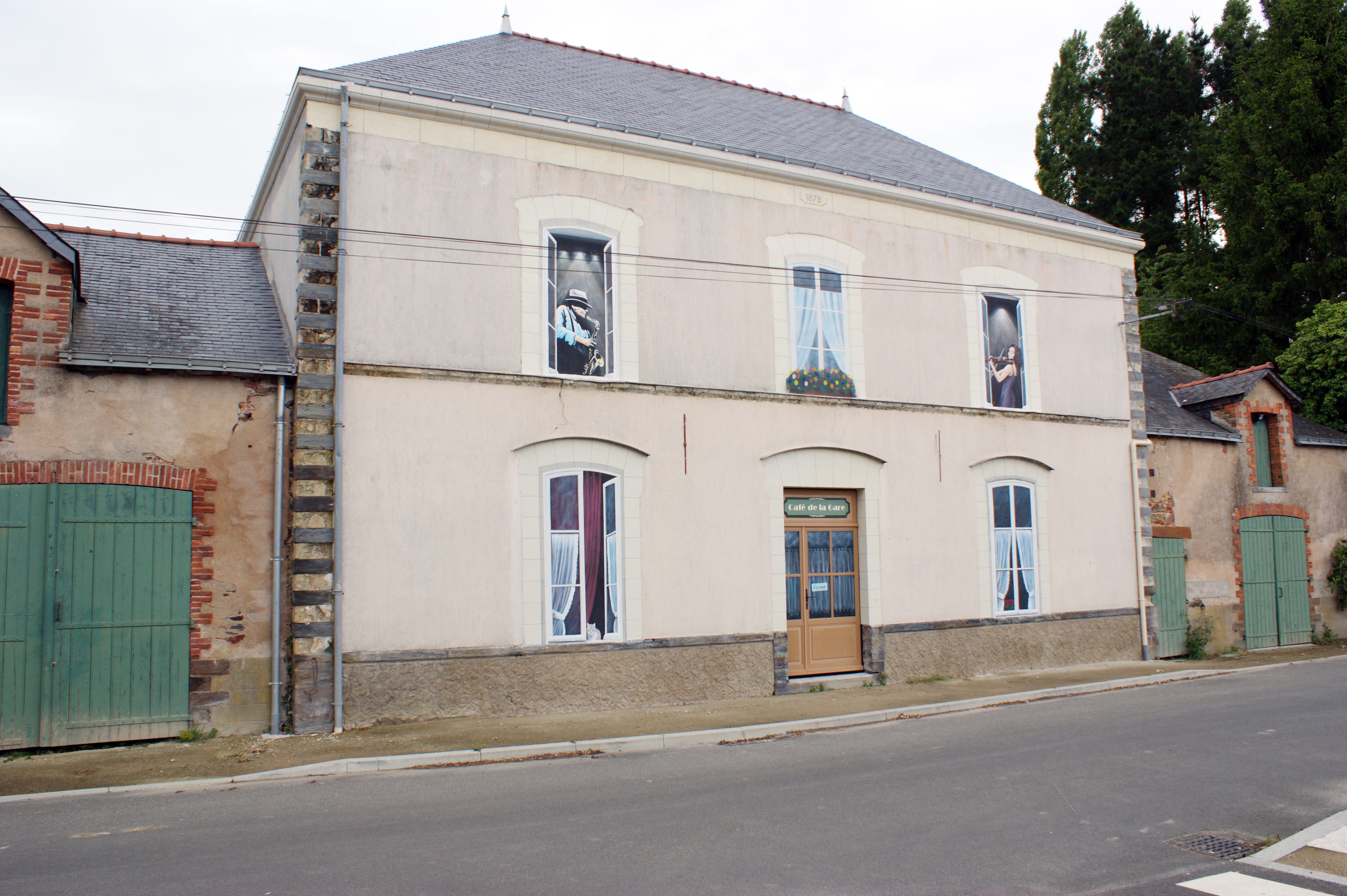
Ancien café de la gare.